# Данкінілі
Данкінілі (англ. Dunkineely; ірл. Dún Cionnaola) — село в Ірландії, знаходиться в графстві Донегол (провінція Ольстер).

## Демографія
Населення — 363 людини (за даними перепису 2006 року). В 2002 році населення складало 353 людей. 
Дані перепису 2006 року:
| Загальні демографічні показники' |               |                           |                           |      |      |
| Усе населення                    | Усе населення | Зміни населення 2002-2006 | Зміни населення 2002-2006 | 2006 | 2006 |
| 2002                             | 2006          | люд.                      | %                         | чол. | жін. |
| 353                              | 363           | 10                        | 2,8                       | 189  | 174  |